# スプリングバレー仙台泉
スプリングバレー仙台泉（スプリングバレーせんだいいずみ）は、宮城県仙台市泉区にあるスキー場である。泉ヶ岳の北東斜面がゲレンデになっている。NCリゾートグループの東北リゾートサービスが運営している。例年、12月中旬から翌年3月末まで冬季営業をしている。
同じく泉ヶ岳にある泉ヶ岳スキー場（泉ヶ岳南東斜面）に対してはさらに北側に位置する。宮城県道223号泉ヶ岳公園線がここに通じており、仙台市の市街地から車で約40分ほどのロケーションである。晴れた日には、仙台平野や太平洋が一望できるため、冬季のスキーシーズン以外でも一年を通じて展望や夜景観賞に訪れる市民が見られる。

## 沿革
- 1990年（平成2年）、第三セクターの泉高原（株）が「泉高原スプリングバレースキー場」を開場。
- 2002年（平成14年）、仙台市が泉高原（株）への出資を取り止める。
- 2006年（平成18年）?、「泉高原スプリングバレースキー場」から「スプリングバレー泉高原スキー場」に改称。
- 2007年（平成19年）
  - 10月、泉高原（株）から大生総業（東京都）にスキー場を譲渡。
  - 11月30日、泉高原（株）が仙台地方裁判所に特別清算を申し立て。
- 2011年（平成23年）3月11日、東北地方太平洋沖地震（東日本大震災）により当スキー場への接続道路で崖崩れが発生し、利用客および従業員が一時孤立した[2][3][4]。当スキー場が炊き出しをするなどして対応していたところ、宮城県警・泉警察署員によって利用客は怪我なく避難した[3][4]。

## ゲレンデ
シーズンは12月下旬から4月上旬である。ゲレンデはクリッパーエクスプレスクワッドリフトを主に、サンデッキペアリフト、クレッセントペアリフト、メイフラワーペアリフトの4本のリフトから10本のコースを展開する。サンデッキコースはなだらかな初心者向けのゲレンデであり、子供や初心者に適している。クリッパーエクスプレスに平行して滑るクリッパーチャレンジは最大斜度34°の上級者斜面でコブも存在し、大会に使用されることもある。クリッパーBコースにはパークが整備されている。その隣にあるメイフラワーリフトは日曜・祝日のみの運行となっている。そのため、土曜の混雑時にはクリッパーエクスプレスが大変混み合う。ナイター設備も完備されており、1月から3月上旬はナイタースキーを行え、仙台市内の夜景を一望しながら滑ることも可能である。

## アクセス
自動車の場合、泉中央副都心（または泉PAスマートIC）から宮城県道35号泉塩釜線（泉ヶ岳通り）を西走し、国道457号・根白石バイパスを経て宮城県道223号泉ヶ岳公園線を進むと道沿いにある。
駐車場は1,000台分あり、冬季営業期間の年末年始と土日休日が500円/日で、平日は無料。
冬季はバスが運行している。仙台市地下鉄南北線・泉中央駅バスターミナル2番乗り場より、仙台市営バス「泉高原スキー場」行きに乗り、終点下車。